# Mistrovství České republiky v atletice 2000
Mistrovství České republiky v atletice 2000 se uskutečnilo ve dnech 15.–16. července 2000 v Plzni.

## Medailisté

### Muži
| Soutěž                        | Zlato                                                                  | Stříbro                                                              | Bronz                                                                  |
| 100 m                         | Martin Duda 10.63                                                      | Radek Řechka 10.65                                                   | Ludvík Bohman 10.66                                                    |
| 200 m                         | Vít Havlíček 21.69                                                     | Ludvík Bohman 21.73                                                  | Jiří Vojtík 21.83                                                      |
| 400 m                         | Karel Bláha 45.82                                                      | Jiří Mužík 45.95                                                     | Jan Štejfa 46.61                                                       |
| 800 m                         | Roman Oravec 1:50.19                                                   | Pavel Soukup 1:51.18                                                 | Martin Jareš 1:51.34                                                   |
| 1500 m                        | Michal Šneberger 3:50.43                                               | Vladimír Pospíšil 3:51.46                                            | Ondřej Moravec 3:51.74                                                 |
| 5000 m                        | Michael Nejedlý 14:12.67                                               | Tomáš Krutský 14:23.60                                               | Vladimír Vašek 14:25.93                                                |
| 10 000 m                      | Pavel Faschingbauer 29:29.18                                           | Vladimír Vašek 29:47.43                                              | Miroslav Vítek 30:01.69                                                |
| 110 m př.                     | Tomáš Dvořák 13.85                                                     | Roman Šebrle 14.04                                                   | Pavel Bureš 14.53                                                      |
| 400 m př.                     | Josef Rous 50.64                                                       | Petr Habásko 52.12                                                   | Lukáš Souček 52.27                                                     |
| 3000 m př.                    | Michael Nejedlý 8:50.19                                                | David Gerych 8:54.68                                                 | Jiří Miler 9:05.97                                                     |
| 4 × 100 m                     | Radek Řechka Ludvík Bohman Tomáš Dřímal Martin Duda USK Praha 40.35    | Pavel Rada Roman Zubek Martin Morkes Jan Kritzbach Dukla Praha 40.74 | Lukáš Čegan Martin Košťál Jiří Galočík Pavel Loučka AC Pardubice 41.87 |
| 4 × 400 m                     | Štěpán Tesařík Pavel Soukup Josef Rous Karel Bláha Dukla Praha 3:10.03 | Luboš Jindra Lukáš Souček Roman Oravec Jan Hanzl Olymp Praha 3:10.83 | Karel Znojil Kamil Kyrš Martin Jareš Jan Štejfa USK Praha 3:13.21      |
| Skok do výšky                 | Tomáš Janků 224                                                        | Jan Janků 220                                                        | Svatoslav Ton 220                                                      |
| Skok o tyči                   | Štěpán Janáček 550                                                     | Petr Špaček 550                                                      | Matěj Urban 530                                                        |
| Skok daleký                   | Milan Kovář 792                                                        | Jiří Kuntoš 786                                                      | Roman Orlík 764                                                        |
| Trojskok                      | Jiří Kuntoš 16.49                                                      | Martin Sýkora 15.70                                                  | Tomáš Cholenský 15.41                                                  |
| Vrh koulí                     | Miroslav Menc 20.34                                                    | Petr Stehlík 19.56                                                   | Josef Rosůlek 18.65                                                    |
| Hod diskem                    | Libor Racek 53.99                                                      | Adam Doležel 52.24                                                   | Stanislav Kovář 51.08                                                  |
| Hod kladivem                  | Vladimír Maška 80.98                                                   | Pavel Sedláček 77.47                                                 | Lukáš Melich 59.87                                                     |
| Hod oštěpem                   | Miroslav Guzdek 78.76                                                  | Patrick Landmesser 73.64                                             | Radek Pejřimovský 70.60                                                |
| Desetiboj Praha 21.–23.7.2000 | Aleš Pastrňák 7801 bodů                                                | Vít Zákoucký 7180 bodů                                               | Vít Rus 7032 bodů                                                      |
| 20 km chůze Olomouc 28.5.2000 | Jiří Malysa 1:25:25                                                    | Miloš Holuša 1:27:01                                                 | Jiří Mašita 1:28:44                                                    |

### Ženy
| Soutěž                            | Zlato                                                                            | Stříbro                                                                                      | Bronz                                                                                 |
| 100 m                             | Lenka Ficková 11.78                                                              | Šárka Beránková 11.94                                                                        | Pavla Andrýsková 11.97                                                                |
| 200 m                             | Helena Fuchsová 23.96                                                            | Lenka Ficková 24.14                                                                          | Kristýna Šubrtová 25.17                                                               |
| 400 m                             | Jitka Burianová 52.51                                                            | Hana Benešová 53.03                                                                          | Eva Follnerová 53.93                                                                  |
| 800 m                             | Ludmila Formanová 1:59.55                                                        | Michaela Kutišová 2:08.49                                                                    | Petra Lochmanová 2:09.10                                                              |
| 1500 m                            | Renata Hoppová 4:14.37                                                           | Andrea Šuldesová 4:14.61                                                                     | Helena Šimková 4:23.28                                                                |
| 5000 m                            | Alena Peterková 16:00.78                                                         | Petra Drajzajtlová 16:43.83                                                                  | Helena Balatková 17:35.32                                                             |
| 10 000 m                          | Alena Peterková 32:27.68                                                         | Petra Drajzajtlová 33:38.68                                                                  | Renata Kvitová 35:25.52                                                               |
| 100 m př.                         | Michaela Hejnová 13.57                                                           | Dagmar Votočková 13.78                                                                       | Lucie Škrobáková 13.79                                                                |
| 400 m př.                         | Dagmar Votočková 58.83                                                           | Lucie Sichertová 58.98                                                                       | Martina Blažková 1:00.40                                                              |
| 4 × 100 m                         | Kristýna Šubrtová Jitka Burianová Klára Dubská Šárka Beránková Olymp Praha 45.65 | Zdeňka Tučanová Zuzana Němečková Lenka Priščáková Stanislava Batlíková Spartak Praha 4 48.17 | Martina Žabková Natálie Fričová Dana Eismanová Jana Šmídová Škoda Plzeň 48.25         |
| 4 × 400 m                         | Klára Dubská Petra Hlavatá Jitka Burianová Helena Fuchsová Olymp Praha 3:45.61   | Iva Skorocká Šárka Horsáková Martina Blažková Dagmar Votočková Slavia Praha 3:49.78          | Kristýna Řešátková Petra Sedláková Lenka Ostravská Martina Morawska USK Praha 3:50.22 |
| Skok do výšky                     | Zuzana Hlavoňová 195                                                             | Barbora Laláková 180                                                                         | Kateřina Korčová 175                                                                  |
| Skok o tyči                       | Daniela Bártová 420                                                              | Pavla Hamáčková 415                                                                          | Kateřina Baďurová 400                                                                 |
| Skok daleký                       | Šárka Beránková 637                                                              | Libuše Tománková 627                                                                         | Lucie Komrsková 619                                                                   |
| Trojskok                          | Šárka Kašpárková 13.73                                                           | Martina Darmovzalová 13.49                                                                   | Eva Doležalová 12.84                                                                  |
| Vrh koulí                         | Zdeňka Šilhavá 16.43                                                             | Jitka Svatošová 14.45                                                                        | Lucie Vrbenská 14.21                                                                  |
| Hod diskem                        | Vladimíra Racková 60.51                                                          | Zdeňka Šilhavá 56.97                                                                         | Věra Pospíšilová 56.28                                                                |
| Hod kladivem                      | Lucie Vrbenská 60.49                                                             | Markéta Hajdu 59.56                                                                          | Klára Chytrá 53.78                                                                    |
| Hod oštěpem                       | Nikola Tomečková 63.22                                                           | Jarmila Klimešová 55.69                                                                      | Barbora Špotáková 49.37                                                               |
| Sedmiboj Praha 21.–23.7.2000      | Šárka Beránková 6079 bodů                                                        | Michaela Hejnová 6015 bodů                                                                   | Barbora Špotáková 5873 bodů                                                           |
| 10 km chůze Poděbrady 16. 4. 2000 | Lucie Nedomová 49:39                                                             | Ivana Mayová 50:36                                                                           | Dana Vavřačová 50:36                                                                  |